# Концентрационен лагер
Концентрационният лагер (концлагер) е голям център за масово задържане, предназначен за политически затворници, както и за етнически или религиозни групи, които са лишени от свобода без съдебен процес. Понякога концентрационните лагери са използвани като места за принудителен труд (т.нар. трудови лагери), представяни като трудово-изправителни институции (такива са ГУЛАГ и много от нацистките лагери) или като сборен пункт за военнопленници или места за превантивно задържане на терористи (например американската база в Гуантанамо). Но в много случаи концентрационните лагери са били използвани за физическото унищожение на затворниците (т.нар. лагери на смъртта).
Причините за попадане в концлагер по правило са политически, рядко и по изключение криминални. Концлагерът не е затвор, в него вкарват хора без присъда или с формални присъди, в които причините не отговарят на последствията. Другото съществено отличие между затвор (или „обикновен“ военнопленнически лагер) и концлагер е, че вътрешният ред в концлагера и продължителността на престоя се определят по независещ от затворника начин, служителите в него не се съобразяват с никакви закони и международни конвенции, и не подлежат на регулация извън създалата ги система. Нов момент е въведен от американците през 21 век – дори списъкът на задържаните в концлагери не се обявява и не подлежи на контрол.

## Първи концлагери: Куба, Британска Южна Африка, Намибия
За руския изследовател Виктор Суворов препоръчването на създаване на „специални охранявани места“ за „контрареволюционерите“ от страна на Енгелс в неговия „Катехезис“ е създаването на идеята за концентрационния лагер. Според някои автори, идеята за създаване на концлагери принадлежи на испанските колониални власти в Латинска Америка. В частност, американската изследователка Ан Апълбаум твърди, че първото подобие на концлагер се е появило в Куба още през 1895 г., по времето, когато тази страна е била колония на Испания.
Опитът на испанците (или американците) е възприет от британците при създаването на концлагери за бурските семейства в Южна Африка по време на Англо-бурската война (1899 – 1902) г. Целта на създаването на „лагери за концентрация“ (именно тогава се появява и терминът) е да се лишат бурските партизани от възможности за снабдяване и поддръжка, като се съберат фермерите в специално определени места. Понеже снабдяването на лагерите е било изключително лошо, в тях е царила висока смъртност.
Към пролетта на 1901 г. британски концентрационни лагери са създадени по цялата окупирана територия на бурските републики – в Барбъртън, Хайдълбърг, Йоханесбург, Клирксдорп, Мидълбърг, Почефстром, Стандъртън, Феринигинг, Фолксрюс, Мафекинг, Айрин и други места. В тях англичаните затварят над 200 хиляди души, основно жени и деца, което е около половината от бялото население на бурските републики. В течение само на една година – от януари 1901 до януари 1902 година – в концлагерите умират от глад и болести около 17 хиляди души, предимно деца. През април 1901 г. в Йоханесбургския лагер умират почти 70% от намиращите се там деца до осемгодишна възраст.
Немците за първи път използват метода на задържане на мъже, жени и деца в концлагери в Намибия (Юго-Западна Африка) през 1904 г. за борба с въстаниците от племето хереро.

## Гърция – Първи концлагер в Европа
Гърция създава първия концлагер в Европа на 18 юни 1913 г. Той е специално предназначен само за македонски българи от гражданското население и пленени български войници. Това е лагерът на о. Трикери, където само за 3 месеца са унищожени според различните изследвания между 1000 и 7000 българи. През октомври 1913 г. военнопленниците са освободени, но съдбата на останалите българи е неизвестна. Сведения за този лагер дава чехът Владимир Сис, който през 1914 г. посещава острова, намира масовите гробове на избитите българи и ги фотографира.

## Концлагери през Първата световна война

### Концлагери вРумъния
През 1916 г. румънските власти създали в Молдова специални лагери, в които депортирали над 25 хиляди българи и българи мюсюлмани, гагаузи, татари от Южна Добруджа. Много от тях загиват от недохранване и болести. .

### Концлагери вТурция
По време на арменския геноцид през 1915 г. са създадени лагери в Хам, Хомс и до Дамаск в Сирия за депортиране на арменци, през които от август 1915 г. до 1919 г. преминали над 130 000 арменци. Освен тях са създадени лагери и до градовете Баб, Мескене, Ракка, Зиарет, Семга, Рас-ул-Айн, и в крайния пункт на керваните на смъртта – Дейр ез-Зор. В тези лагери депортираното население се държи под открито небе, лишава се от вода и храна. Гладът и епидемиите стават причина за висока смъртност, особено сред децата. По свидетелството на различни източници, в някои от лагерите остават живи няколко стотици от десетки хиляди депортирани. През март 1916 г. турското правителство решава да унищожи останалите живи депортирани арменци, които наброяват около 200 хил. души.

### Концлагери вАвстро-Унгария
В началото на Първата световна война австро-унгарските власти създават концлагера в Талерхоф (провинция Щирия). Там са задържани жителите на Галиция и Буковина, симпатизиращи на Русия. В официалния рапорт на фелдмаршал Шлеер от 9 ноември 1914 година се съобщава, че в Талерхоф в този момент се намират 5700 русофили. Общо от 4 септември 1914 до 10 май 1917 през лагера преминават повече от 20 хиляди души. Само за първата година и половина са загинали около 3 хиляди задържани.
Концентрационни лагери за сърби има в Добож (46 хиляди), Арад, Нежидер, Дьор.

## Концлагери вСССР
Първият концлагер в Русия е създаден в Холмогори през 1920 г. по личното указание на Ленин. През 1920-те години в съветските лагери е въведен принудителен труд на задържаните, а след образуването на специалното ведомство (ГУЛАГ) лагерите за принудителен труд стават важна част от съветската система за задържане.

## Концлагери въвФинландия
След завършване на гражданската война от 1918 г., около 75 000 комунисти са били задържани в концентрационни лагери. 125 души са убити, а приблизително 12 000 задържани са умрели от глад, болести и издевателства.
По време на Втората световна война финландската армия окупира Източна Карелия, където са създадени концентрационни лагери за съветски граждани от славянски произход, насилствено заселени в т.нар. Карело-Финска република от други краища на СССР по заповед на Сталин. Първият лагер е основан на 24 октомври 1941 г. в Петрозаводск.
Числеността на задържаните във финландските концлагери е:
- 13 400 – 31 декември, 1941
- 21 984 – 1 юли, 1942
- 15 241 – 1 януари, 1943
- 14 917 – 1 януари, 1944

Общо на територията на Източна Карелия са действали 13 финландски концентрационни лагери, през които са преминали 30 хиляди души. Около една трета от тях са загинали.

## Концлагери през Втората световна война

### Концлагери вЦарство България
По време на участието на България във Втората световна война, прогерманското правителство създава система от концлагери, в които депортира противници на политиката си. По-известни лагери са Еникьой, Гонда вода, Свети Кирик. По същото време се създава и лагерът на остров Белене, използван и по време на тоталитарното управление след 9.9.1944 г.

### Концлагери вХърватия
През август 1941 е създадена система от лагери на територията на Независимата хърватска държава (виж. Хърватия), активно сътрудничеща с Германия, на 60 километра от Загреб, в района на градчето Ясеновац.
На изток от Ясеновац се намира лагер № 1 – до селата Брочици и Крапе; лагер № 2 – на брега на Сава и Струга, около 3 километра на северозапад от Ясеновац; лагер № 3 – бившия тухлен завод на Озрен Бачич, в устието на Лони, на три километра по течението от Ясеновац.
Мнозинството от жертвите са сърби и евреи.

### Концлагери в Нацистка Германия
Първият концентрационен лагер в Германия е бил създаден почти веднага след идването на Хитлер на власт, през 1933 г. Той е разположен в предградието на градчето Дахау (близо до Мюнхен).
През 1937 г. недалеч от Ваймар е построен концлагерът Бухенвалд, известен с надписа над входа „Jedem das Seine“ („Всекиму своето“). От края на 1930-те до 1945 г. в Бухенвалд са били унищожени повече от 56 хил. души от общо 250 хил. задържани. След идването на съветските войски там отново е организиран лагер за интернирани. За пет години в него загиват 3 хил. души.
По заповед на Хайнрих Химлер от 27 април 1940 година е създаден концлагерът Освиенцим, предназначен за масово унищожение на хора. На 14 юни 1940 г. е пристигнал първият транспорт – 728 поляка.
На територията на Полша, Австрия, Чехия, Латвия и други източноевропейски страни са съществували също лагерите Маутхаузен, Заксенхаузен, Треблинка, Саласпилс и много други.
В концентрационните лагери, създадени от нацисткия режим, по различни оценки загиват близо 3 милиона души. 
Официално признати от правителството на ФРГ са следните концентрационни лагери (1939 – 1945 г.)
1. Арбайтсдорф (Германия)
2. Аушвиц/Освиенцим/Биркенау (Освиенцим, Полша)
3. Берген-Белзен (Германия)
4. Бухенвалд (Германия)
5. Варшава (Полша)
6. Грос-Розен (Германия)
7. Дахау (Германия)
8. Кауен (Каунас, Литва)
9. Плашов (Краков, Полша)
10. Заксенхаузен (Германия)
11. Майданек (Люблин, Полша)
12. Маутхаузен (Австрия)
13. Мителбау-Дора/Дора-Нодрхаузен (Германия)
14. Нацвайлер (Франция)
15. Нойенгаме (Германия)
16. Нидерхаген-Вевелсбург (Германия)
17. Равенсбрюк (Германия)
18. Рига-Кайзервалд (Латвия)
19. Файфара/Вайвара (Естония)
20. Флосенбург (Германия)
21. Херцогенбуш (Дания)
22. Щутхоф (Полша)
23. Собибор (Полша)

## Концлагери след войната и в наши дни

### Концлагери в Гърция
Гърция открива най-зловещия си и най-голям концлагер в пролетта на 1947 г. на о. Макронисос. Той е затворнически комплекс от лагер за интернирани, военен затвор, казарми и т.н. През него по различни оценки са репресирани от 50 000 до 100 000 души, много от които са македонски българи. В 1960 г. комплексът е окончателно закрит и дейността му постепенно е поета от военните затвори.

### Концлагери в Югославия
Най-печално известният концлагер в Югославия в годините след Втората световна война е Голи Оток. В него са репресирани стотици хиляди души, голяма част от които македонски българи, а също и такива от западните покрайнини. Тук са интернирани мъже с присъди от 6 до 24 месеца. Жените са изпращани в наказателно-поправителните „домове“ в Столац (Херцеговина) и на остров Свети Гъргур, а бившите служители на Югославската армия, на Държавната сигурност и милицията – в лагера „Билеча“. Тези концлагери са ползвани успешно за потискане на всяка съпротива срещу комунистическата власт на Тито.

### Британски концлагери

#### Нови китайски села в Малайзия
В средата на 50-те години в хода на войната срещу прокомунистическите партизани, английските власти на Малайзия в изпълнение на плана на ген. Харолд Бригс насилствено преместват в охраняеми селища над 500 000 души. Селищата получават името „New Village“.

### Американски концлагери

#### Концлагери в САЩ
По време на Втората световна война в лагери на територията на САЩ били затворени около 120 000 души от японски произход, сред които имало и много американски граждани. След изненадващото японско нападение над Пърл Харбър на 7 декември 1941 г. САЩ обявяват война на Япония и обявяват всички живеещи на американска територия японци или имигранти с японски произход за „риск за националната сигурност“. Генерал Джон Де Уит изготвя доклад за саботажи и подривна дейност, извършени на територията на САЩ и предлага в лагери да бъдат затворени и всички хора с японски, италиански и германски произход. Активно е подкрепен от губернатора на Калифорния от Демократическата партия Кълбърт Олсън. Много от данните в доклада са неточни и фалшифицирани. Главният прокурор Франсис Бидъл и директорът на ФБР Джон Едгар Хувър подчертават многократно, че няма никакви данни за хора с японски произход, които да са шпиони или да са участвали в саботажи на територията на САЩ. По-късно обаче се появят доказателства за шпионаж, извършен по нареждане на Япония преди и след нападението над Пърл Харбър. Поради това на 19 февруари 1942 г. американският президент Франклин Делано Рузвелт подписва „Изпълнителна заповед 9066“, по силата на която над 120 000 души са затворени в лагери против волята им. Това се случва без да им бъдат повдигнати никакви обвинения. Едва една пета от тях са родени в Япония, а останалите са второ или трето поколение имигранти. Заповедта засяга всеки, който е поне 1/16 японец – включително около 17 000 деца на възраст под 10 години, както и стотици хора с увреждания. 
На територията на САЩ в щатите Калифорния, Вашингтон, Орегон и Лордсбърг (Ню Мексико) били създадени общо 10 лагера, наречени „Центрове за релокация“. Те били оградени с бодлива тел и наблюдателни кули. Условията в лагерите били тежки с чести инциденти. Интернирането на хора в концлагерите започва на 24 март 1942 г. Скоро след това, примерът на САЩ е последван от Канада. Канадските власти изселват около 21 000 души с японски произход от западното крайбрежие на страната.
На 18 декември 1944 г. Върховният съд на САЩ взема две важни решения, свързани с лагерите. Според едното, изселването на американски граждани с японски произход не противоречи на конституцията. 
Второто решение обаче гласи, че нито един американски гражданин, който е лоялен на страната си, не може да бъде задържан против волята му без срещу него да има повдигнати обвинения. Това на практика поставя началото на процеса по затварянето на концентрационните лагери на американска територия. Завръщането на хората с японски произход в домовете им по западното крайбрежие на САЩ започва на 2 януари 1945 г. Последният „Център за релокация“ е затворен през март 1946 г. „Изпълнителна заповед 9066“ е официално отменена едва през 1976 г. от президента Джералд Форд, а през 1988 г. Конгресът на САЩ поднася извинения за отношението към американците с японски произход по време на Втората световна война. През същата година е приет закон за изплащането на обезщетения в размер на 20 000 долара на около 80 000 души. 

#### Концлагери в Ирак
Най-известен е затворът в Абу Граиб, който е използван първоначално от Саддам Хюсеин за измъчване и екзекутиране на дисиденти, а впоследствие и от американските военни за задържане и измъчване на терористи.
Списък на 11 от общо 16-те лагера за заподозрени в Ирак, които англо-американските окупационни власти поддържат:
1. Абу Граиб, на 35 км западно от Багдад. Това е най-големият концентрационен комплекс, който обхваща 3 лагера. Един от тях е Кемп Виджилант. В него са затворени арестанти с „висока разузнавателна стойност“, разделени на три категории, съответно в „черни“, „сиви“ и „бели“ списъци. Другият, Кемп Ганси, има 5 отделения в зависимост от тежестта на подозрението. Третият лагер е за обикновени затворници. Известен е като Селблок, т.е. килиен блок. Има и медицинско крило.
2. Кемп Бука до гр. Ум Каср. В доклада на генерал Тагуба този лагер е посочен като място, където 800-тна полицейска бригада на военната полиция е вършила издевателства над лагерници, преди да бъде преместена в Абу Граиб.
3. Кемп Уитфорт (бившата военновъздушна база Талил) на юг от Багдад.
4. Ал Русафа в Багдад (бивш депортационен затвор Тасфират).
5. Ал Кадимия (женски лагер) в Багдад.
6. Ал Карх (само за юноши) в Багдад.
7. Ал Дивания.
8. Лагер за задържане в Тикрит.
9. Лагер за задържане в Мосул.
10. Кемп Ашраф (или МЕК) близо до ал Рамади.
11. Кемп Кропър. В този лагер, разположен недалеч от багдадската аерогара, са затворени „обекти с най-голяма разузнавателна стойност“. Това са лагерници, заподозрени в активно участие в иракската съпротива.

Българско участие: Официално в България лагерът „Ашраф“ се води за бежанци от Иран. От 11 април 2006 там има българска охранителна рота. Тя се грижи за вътрешния ред, въоръжена е само с електрошокови палки.

#### Концлагери в Куба
Американската база Гуантанамо на остров Куба от 2002 започва да служи и за концентрационен лагер. Към началото на 2007 в този лагер се намират повече от 700 затворници, държани без съдебно решение, единствено на базата на подозрението, че са свързани с тероризма.  В базата са извършвани доказани мъчения и изнасилвания.

### Концлагери в Русия
По време на първата война в Чечения 1994 – 1997 руските сили откриват множество лагери за чеченски граждани, наречени „филтрационни лагери“. Някои от големите филтрационни лагери са в Моздок, Северна Осетия, и в Ставропол и Пятигорск в Южна Русия. 
След втората война в Чечения на територията на републиката са отворени филтрационни лагери предимно в руски военни бази като в Хатуни, Ханкала, Чернокозово, в които хиляди чеченци са подложени на мъчения, побои и изнасилване.
Сведения за мъченията, за ямите, в които са държани затворниците и за изнудването за пари на близките им дава Анна Политковская, задържана в лагер от руските военни по нареждане на ФСБ.